# Stephanopis aspera
Stephanopis aspera là một loài nhện trong họ Thomisidae.
Loài này thuộc chi Stephanopis. Stephanopis aspera được William Joseph Rainbow miêu tả năm 1893.